# Gerd Geyer
Gerd Geyer (* 23. Februar 1956 in Schweinfurt) ist ein deutscher Paläontologe und außerplanmäßiger Professor für Paläontologie an der Universität Würzburg.

## Leben und Werk
Gerd Geyer studierte Geologie und Paläontologie an der Universität Würzburg mit der Promotion 1983 und der Habilitation 1991.
1984–2003 mit Unterbrechungen Dozent am Institut für Paläontologie der Universität Würzburg
1991 bis 1996 hatte er ein Stipendium im Heisenberg-Programm der DFG. 1999 bis 2004 war er Research Associate des New York State Museum in Albany und 2006 bis 2010 Gastprofessor am Nanjing Institute of Geology and Palaeontology der Academia Sinica, 2007 bis 2013 Gastprofessor am Institut für Paläobiologie der Universität Uppsala und gleichzeitig von
2007 bis 2012 Angestellter am Bayerischen Landesamt für Umwelt (Dienststelle Hof).
Er befasst sich speziell mit dem Kambrium und Trilobiten (kambrische Trilobiten aus Marokko waren Gegenstand seiner Dissertation), aber auch mit Mollusken und anderen Wirbellosen. Er befasste sich auch mit Trilobiten aus Görlitz, des Montagne Noire, dem Kambrium und Trilobiten in Kanada, Israel, China, Schweden, Grönland, Sibirien, Israel, Spanien, Jordanien, Kirgisien, Namibia, den USA und dem Iran und lieferte Beiträge zur Neubearbeitung des Treatise on Invertebrate Paleontology zu Trilobiten. Daneben befasst er sich mit der Trias Frankens. Er ist Mitautor zweier Bücher zur Geologie des Spessart. Weitere Arbeiten betreffen die revidierte Stratigraphie des Übergangs Proterozoikum zu Kambrium in Namibia. Von Geyer stammen mehr als 100 wissenschaftliche Veröffentlichungen.
Er veröffentlichte eine Reihe geologischer Führer und ein Buch über die Würzburger Lügensteine.
Er ist seit 1990 wahlberechtigtes Mitglied der Internationalen Subkommission zur Stratigraphie des Kambriums (1996 bis 2004 als deren Sekretär und 2004 bis 2012 Vice-Chairman) und seit 1991 Mitglied der Subkommission Riphäikum-Silur der Deutschen Union für Geologische Wissenschaften.

## Erstbeschreibungen (valide)
- Erstautor der triassischen Muscheluntergattung: Modiolus (Sanda) GEYER 1987.
- Erstautor der triassischen Muschelart: Modiolus (Sanda) semicircularis GEYER 1987.
- Erstautor der triassischen Conchostrakenunterart: Euestheria minuta multicostatus GEYER 1987.
- Zusammen mit Klaus-Peter Kelber ist er Erstautor der triassischen Insektengattung Triadochorista GEYER & KELBER 1987
- Zusammen mit Klaus-Peter Kelber ist er Erstautor der triassischen Insektenarten Mesoblattopsis? franconica GEYER & KELBER 1987 und Triadochorista schleeriethensis GEYER & KELBER 1987.

Von ihm ist die paläozoische Mollusken-Ordnung Helcionellida erstbeschrieben. Außerdem erstbeschrieb er rund hundert Trilobitenarten und -gattungen und darüber hinaus viele weitere Brachiopoden, Mollusken, Insekten und Spurenfossilien.

## Schriften
Einige Aufsätze und Monographien zum Kambrium und Trilobiten:
- Mittelkambrische Mollusken aus Marokko und Spanien. In: Senckenbergiana lethaea. Band 67, 1986, S. 55–118.
- Die marokkanischen Ellipsocephalidae (Trilobita: Redlichiida). (= Beringeria. Band 3). Würzburg 1990.
- The giant Cambrian trilobites of Morocco. In: Beringeria. Band 8, Würzburg 1993, S. 71–107.
- mit E. Landing und W. Heldmaier: Faunas and depositional environments of the Cambrian of the Moroccan Atlas region. In: G. Geyer, E. Landing (Hrsg.): MOROCCO ‘95 – the Lower-Middle Cambrian standard of western Gondwana. In: Beringeria Special Issue. 2, 1995, S. 47–119.
- mit Shu Degan, Chen Ling und Zhang Xinliang: Redlichiacean trilobites with preserved soft-parts from the Lower Cambrian Chengjiang fauna (South China). In: G. Geyer, E. Landing (Hrsg.): MOROCCO ‘95 – the Lower-Middle Cambrian standard of western Gondwana. (= Beringeria Special Issue. 2). 1995, S. 203–241.
- The Moroccan fallotaspidid trilobites revisited. In: Beringeria. 18, 1996, S. 89–199.
- Intercontinental, trilobite-based correlation of the Moroccan early Middle Cambrian. In: Canadian Journal of Earth Sciences. 35, 1998, S. 374–401.
- mit Peng Shanchi und B. Hamdi: Trilobites from the Shahmirzad section, Alborz Mountains, Irans: Their taxonomy, biostratigraphy and bearing for international correlation. In: Beringeria. 24, 1999, S. 3–64.
- mit J. H. Shergold: The quest for internationally recognized divisions of Cambrian time. In: Episodes. Band 23, Peking 2000, S. 188–195.
- Die Kambrische Explosion. In: Paläontologische Zeitschrift. Band 72, 1998, S. 7–30.
- mit Olaf Elicki, O. Fatka, A. Żylińska: Cambrian. In: T. McCann (Hrsg.): The Geology of Central Europe. Volume 1: Precambrian and Palaeozoic. Geological Society of London, London 2008, S. 155–202.
- mit Olaf Elicki: Cambrian trilobites of Jordan: taxonomy, stratigraphic affinity, and functional morphology revised. In: Acta Geologica Polonica. 63, 2013, S. 1–56.
- mit E. Landing, M. D. Brasier und S. A. Bowring: Cambrian Evolutionary Radiation: context, correlation, and chronostratigraphy—overcoming deficiencies of the first appearance datum (FAD) concept. In: Earth-Science Reviews. Band 123, 2013, S. 133–172.

Einige Aufsätze zur Trias:
- Die Fossilien der Modiola-Bank Frankens (Karn, Gipskeuper, km 1γ). In: Neues Jahrbuch für Geologie und Paläontologie, Abhandlungen. 173,(3), Stuttgart 1987, S. 271–302.
- mit Klaus-Peter Kelber: Flügelreste und Lebensspuren von Insekten aus dem Unteren Keuper Mainfrankens. In: Neues Jahrbuch für Geologie und Paläontologie, Abhandlungen. 174 (3), Stuttgart 1987, S. 331–355.
- mit Klaus-Peter Kelber: Lebensspuren von Insekten an Pflanzen des Unteren Keupers. In: Cour. Forsch.-Inst. Senckenberg. 109, Frankfurt am Main 1989, S. 165–174.

Geologische Führer:
- Die Geologie von Unterfranken und den angrenzenden Gebieten. Klett-Perthes Verlag, Gotha 2002, ISBN 3-623-00501-0.
- mit Martin Okrusch und Joachim Lorenz: Spessart: geologische Entwicklung und Struktur, Gesteine und Minerale. Borntraeger Verlag, 2011, ISBN 978-3-443-15093-8.
- mit Hermann Schmidt-Kaler: Die Haßberge und ihr Vorland. (= Wanderungen durch die Erdgeschichte. Band 20). Pfeil, München 2006
- mit Hermann Schmidt-Kaler: Coburger Land und Heldburger Gangschar. (= Wanderungen durch die Erdgeschichte. Band 21). Pfeil, München 2006.
- mit Hermann Schmidt-Kaler: Den Main entlang durch das Fränkische Schichtstufenland. (= Wanderungen durch die Erdgeschichte. Band 23). Pfeil, München 2008.